# Чебаненко Сергій Володимирович
Сергі́й Володи́мирович Чебаненко (народився 29 грудня 1962 в Луганську) — письменник і громадсько-політичний діяч з Луганська, Україна. Автор творів історичного, детективного та фантастичного жанрів, статей та есе соціально-економічного спрямування. Відомий точним передбаченням у 1990 подій російсько-української війни 2014—2015. Пише українською і російською мовами.

## Життєпис
У 1980 з золотою медаллю закінчив середню школу у місті Луганську. В 1987 з відзнакою закінчив факультет космонавтики і автоматичних літальних апаратів Московського авіаційного інституту.
Був одним з засновників студентського наукового товариства «Знання» і старостою студентського політичного клубу «Орбіта».
У 1986-1987 роках розробив концепцію конструкції та транспортування малих модулів для орбітальних космічних комплексів. Розробки були високо оцінені академіком Борисом Чертоком (заступником відомого радянського вченого-ракетника Сергія Корольова). Пізніше саме такі малі модулі почали використовуватися на Міжнародній космічній станції – модуль «Пірс» і «Вузловий модуль».
У 1987 – 1989 роках працював на космодромі Байконур, де брав участь у підготовці до польоту космічних кораблів «Союз», «Прогрес» і «Буран», у забезпеченні функціонування орбітального комплексу «Мир» і космічного модуля «Квант». За два роки пройшов шлях від керівника сектора відділення по обслуговуванню космічних апаратів до виконуючого обов’язки  заступника начальника групи по підготовці до запуску пілотованих космічних апаратів. Неодноразово нагороджувався подяками за участь у підготовці до запуску космічної техніки.
У 1989-1991 роках працював у Луганському машинобудівному інституті, де став одним з піонерів використання персональних комп’ютерів для обчислення результатів наукових досліджень, очолював сектор обчислювальних технологій кафедри ливарного виробництва. У 1992-1997 роках працював директором комерційних підприємств, був засновником президентом «Фонду соціально-економічних досліджень «Ініціатива» (з 1994 року).
Був одним з засновників Демократичної платформи у 1990-1991 роках, головою обласної організації Ліберальної партії України у 1992-1999 роках у 1992-1999 роках, неодноразово обирався головою Арбітражно-ревізійної комісії ЛПУ. З грудня 1999 року – позапартійний. 
У 1993 році висунув пропозицію щодо створення Громадської ради при Луганські обласній державній адміністрації, а в 1994 році – телевізійного дискусійного політичного клубу «Вибір». Обидві пропозиції було реалізовано і відповідні структури функціонували на Луганщині до 1998 року.
З 1989 по 2012 рік брав участь у виборах на Луганщині як політолог і політичний технолог. Керував агітаційною, рекламною і ідеологічною роботою у штабах у Луганській області кандидатів у Президенти України Володимира Гриньова (1991) і Євгена Марчука (1999). У 1994 році очолював рекламну і ідеологічну роботу  у передвиборчих штабах кандидатів на посаду мера Луганська Олексія Данилова (1994) і Євгена Бурлаченка (2002). Неодноразово виступав консультантом і керівником виборчих компаній депутатів обласного, міського і районних рівнів. Є розробником системи оцінювання ефективності комерційної та соціальної реклами.
У 2007 році закінчив Харківський регіональний інститут Національної академії державного управління.
У 1997-1998 роках – заступник Луганського міського голови, у 1997-1998 і 2002-2006 роках – член виконавчого комітету Луганської міської ради. З 2002 по 2014 рік - начальник управління Луганської міської ради з питань внутрішньої та інформаційної політики, заступник директора департаменту Луганської міської ради з питань внутрішньої та інформаційної політики і роботи з депутатами.
У 2003 році виступив ініціатором створення сайту Луганської міської ради і її виконавчого комітету, а у 2006 році – об’єднаного порталу Луганської міської ради, районних у місті рад і приміських селищ і міст. У 2003 році ініціював практичну роботу над Статутом територіальної громади міста Луганська, яку було успішно завершено прийняттям Статуту на засіданні Луганської міської ради у 2006 році. У 2005 році розробив систему ефективної комунікації для органів місцевого самоврядування, яку згодом було впроваджено як у Луганську, так і у деяких інших містах Луганської області. У 2010 році став співзасновником Громадської палати при Луганській міській раді. У 2012 році запропонував оригінальне рішення бренду міста Луганська, що згодом було ухвалено Луганською міською радою. Неодноразово брав участь у розробці соціально-економічних і фінансових програм Луганської міської ради. 

## Видавнича діяльність та літературна творчість
У липні 1979 в луганській обласних газетах «Молодогвардієць» і «Прапор Перемоги» було опубліковано статті Сергія Чебаненка — есе про шкільну трудову практику на тепловозобудівному заводі в Луганську.
Перше фантастичне оповідання «Всього лише невелика помилка» опублікував у 1983 році в студентській газеті «Зірка». У наступні роки продовжував писати фантастичні оповідання і невеликі повісті.
З 1989 по 2014 у міський, обласній, загальноукраїнській пресі опублікував понад триста статей на соціально-економічні теми, оповідання, фейлетони і гуморески.
В 1990 з точністю передбачив війну на Донбасі.
У 1997 вийшла перша книга автора «Політичні партії України і політичні партії на Луганщині» — дослідження про створення і розвиток політичних структур в період з 1987 по 1997 рік.
У 2003 – 2007 роках у регіональних видавництвах вийшли чотири книжки автора детективного і фантастичного жанрів: «Афганський політ», «Тягар учнів», «Все однаково», «І на Сонці є плями».
У 2007 році вийшла книга «Створення ефективної системи зв'язків з громадськістю в місцевих органах державної влади та місцевого самоврядування».
З 2009 друкує оповідання і есе у московських збірниках фантастики, харківському видавництві «Фоліо», луганських регіональних видавництвах.
З 2010-го по 2014-ий був членом Луганського клуба любителів фантастики «Лугозем'я».
Є автором книг:
- «Афганський політ» (у співавторстві з Ренатою Денисовою) (2004),
- «Тягар учнів» (під псевдонімом Антоній Часів) (2005),
- «Всі однаково» (під псевдонімом Антоній Часів) (2006),
- «І на Сонці є плями» (під псевдонімом Антоній Часов) (2007),
- «Дванадцятий космонавт» (2011),
- «Георгій Береговий» (2012),
- «Караул під „ялинкою“» (2013).

Фантастичні оповідання публікувалися в збірниках фантастики «Справжня фантастика», «Антологія міфу», «Якщо сьогодні завтра», «Імперіум», «Мілітаріум», «Історикум», у виданнях «Світ фантастики», «Поріг», «21 століття», «Бульвар», «Наука і життя» та інших.
Є засновником і редактором газети «Соціально-економічне видання «Гарні новини», засновником громадської організації «Всесвітня спілка читачів».

## Відзнаки
Лауреат премії імені Миколи Данилевського (2011).
Лауреат премії імені Жуля Верна (від Посольства Республіки Франція в Росії за оповідання «Зворотної сили не має», 2013).
Лауреат міжнародного фестивалю «Сузір'я Аю-Даг» за досягнення у сфері футурології й прогностики.
Здобував перші місця на конкурсах науково-фантастичного оповідання «Місячний атрактор», гумористичного оповідання й футурологічного есе.
У 2016 році був названий телеканалом Espreso.TV одним з видатних сучасних митців Донбасу в Україні.